# Adolphe Deledda
Adolfo Deledda (* Villa Miuzzo, 26 de septiembre de 1919 – † Die, 9 de octubre de 2003). Fue un ciclista italiano hasta que, el 20 de abril de 1948, se nacionalizó francés. Actuó como profesional entre 1943 y 1957 y sus mayores éxitos deportivos los obtuvo en la Vuelta a España donde obtuvo 1 victoria de etapa en la edición de 1947, y en el Campeonato de Francia de ciclismo en ruta donde se proclamó vencedor en 1952.

## Palmarés
| 1943 - Circuito de Drome-Ardèche 1945 - Chalon-sur-Saone 1947 - 1 etapa en la Vuelta a España 1949 - Tour du Doubs 1950 - 1 etapa en la Vuelta a Alemania | 1952 - Campeón de Francia de ciclismo en ruta 1953 - 1 etapa en la Vuelta a África del Norte - 1 etapa en la Vuelta a Argelia 1955 - G. P. Morange |

## Resultados en Grandes Vueltas
| Carrera         | 1947 | 1948 | 1949 | 1950 | 1951 | 1952 | 1953 | 1954 | 1955 | 1956 | 1957 |
| --------------- | ---- | ---- | ---- | ---- | ---- | ---- | ---- | ---- | ---- | ---- | ---- |
| Giro de Italia  | -    | -    | -    | -    | -    | -    | -    | -    | -    | -    | -    |
| Tour de Francia | -    | -    | Ab.  | -    | 32.º | 24.º | 35.º | 26.º | Ab.  | 71.º | -    |
| Vuelta a España | Ab.  | -    | -    | -    | -    | -    | -    | -    | -    | -    | 49.º |